# Linux XP
Linux XP là một hệ điều hành Linux có giao diện được thiết kế giống với giao diện của Microsoft Windows XP. Phiên bản mới nhất thường được biết dưới tên là Linux XP Desktop 2008.

## Tổng quan
Linux XP là một hệ điều hành máy tính dựa trên môi trường GNOME/Linux nhưng có giao diện được thiết kế để bắt chước Windows. Nó thể chạy một số chương trình của Microsoft Windows bằng cách sử dụng lớp tương thích Wine. Ban đầu, Linux XP được xây dựng bởi EnabledPeople, sau đó, nó thuộc sở hữu và được tiếp tục phát triển bởi một công ty của Nga, Trustverse.
Hiện tại (2010), phiên bản ổn định của Linux XP được mang tên Linux XP Desktop 2008, với một giao diện đồ họa tương tự như Windows Vista. Cũng giống như Windows XP, Linux XP cho phép một thời hạn dùng thử 30 ngày sau khi cài đặt trước khi đăng ký. Quá thời hạn này, hệ điều hành sẽ ngừng hoạt động. Các tài khoản đăng ký được cung cấp thông qua Softkey, một trang web bán hàng trực tuyến của Nga.
Nhìn chung, về mặt kỹ thuật, Linux XP không khác biệt nhiều so với bản phân phối Linux Fedora do sử dụng chung hầu hết các chương trình tương tự và các gói phân phối. Sự khác biệt giữa Linux XP và Linux Fedora chỉ là về giao diện thẩm mỹ. Linux XP có giao diện hầu như bắt chước Windows nhằm đạt được sự quen thuộc từ những người dùng Windows chuyển sang.